# Liste antiker Ortsnamen und geographischer Bezeichnungen/Oi
| Lateinischer Name | Griechischer Name | Beschreibung   | Heute | Quellen und Verweise | Lage |
| ----------------- | ----------------- | -------------- | ----- | -------------------- | ---- |
| Oia               |                   | Ort auf Aigina |       | Hdt. 5,83; Smith;    |      |
| Oisporis          |                   |                |       | Smith;               |      |